# Bob Esponja: Battle for Bikini Bottom – Rehydrated
SpongeBob SquarePants: Battle for Bikini Bottom - Rehydrated és un videojoc pertanyent al gènere de plataformes basat en la sèrie animada de Nickelodeon Bob Esponja. És un remake de les versions de consola de Heavy Iron Studios SpongeBob SquarePants: Battle for Bikini Bottom, desenvolupat per Purple Lamp Studios i publicats per THQ Nordic per al Nintendo Switch, PlayStation 4, Xbox One, i Microsoft Windows. Per a la versió de Android i IOS el joc va ser desenvolupat i distribuït per HandyGames. El joc va ser llançat el 23 de juny de 2020 i per a la versió Mòbil el 21 de gener de 2021. El joc va rebre ressenyes mixtes: tot i que es va exaltar els gràfics i la fidelitat al joc original, el joc va ser criticat per tenir els defectes tècnics de la versió de 2003 i la nova manera multijugador va ser considerat "avorrit i innecessari".

## Jugabilitat
El joc implica recollir elements i derrotant els robots què té atacat diverses àrees al Fons de Bikini, mentre creuant plataformes i evitant mediambientals hazards com espigues i flames. Algunes àrees requereixen caràcters diferents per batre, quan cada caràcter té les seves capacitats úniques pròpies. El jugador pot controlar Bob Esponja, Patricio i Arenita. Canviant els caràcters requereix el jugador per trobar una Parada d'autobús, a utilitzar quin caràcter actual canviarà a un altre, i utilitzant-lo una altra vegada canviarà enrere al caràcter anterior, donant el jugador una opció de dos caràcters en cada nivell. El default el caràcter durant el joc és SpongeBob; Sandy i Patrick no comparteixen qualssevol nivells com a platjable caràcters.
Durant el joc, el jugador recollirà Objectes Relluents, Mitjons, i Espàtules Daurades. Els objectes lluents són va passar per enemics i escampats durant nivells, i pot soler cloïsses de paga per progressar a través de nivells i unlock reptes extres. També poden ser comerciats amb Don Cranc per a Espàtules Daurades. Els mitjons estan col·locats en nivells en més durs d'aconseguir ubicacions, i 10 poden ser comerciats a Patrick per a una Espàtula Daurada. Les espàtules daurades solen unlock àrees noves en el joc, i 75 estan requerits per lluitar el cap final.
Una addició nova al remake és un multijugador mode d'horda en què dues cara de jugadors onades d'enemics robòtics. El mode inclou contingut tallat del joc original, incloent una lluita contra un robòtic Squidward, un scrapped versió del somni de Patrick, i una fase de tall del Robatori-SpongeBob lluita de Vikings.

## Desenvolupament i llançament
El dijous go es va revelar per primera vegada el 5 de juny de 2019, els dies que dirigeixen fins a E3 2019.
El joc és disponible en dues limitar edicions a sobre totes les plataformes. L'Edició Relluent inclou adhesius de paret, sis lithographs, especials SpongeBob SquarePants mitjons de tennis, i un figurine de SpongeBob amb una llengua flexible i una espàtula daurada a la mà. A més d'aquell, el F.Edició d'ONU també ve amb dos de manera semblant-sized figurins de Patrick i Galtes Arenosos Estrella, així com un conjunt de cinc tiki clauers.
El joc també presenta l'original arxiveu i nou mai-abans de què-registres vists del repartiment de veu anglès, així com marca registres nous del francesos, alemanys, italià, espanyol, Polonès, i repartiments de veu japonesa. També conté subtítols en brasiler portuguès, rus, malai, tailandès, coreà, i el xinès simplificat. Al costat del 7 va esmentar llengües.
El joc és powered per Motor Irreal 4 i recolza 4K resolució en el realçat PlayStation 4 Pro i Xbox Un # X models.